# Élections législatives nauruanes de 2004
Des élections législatives se sont tenues à Nauru le 23 octobre 2004. Il s'agissait d'élections anticipées, moins d'un an et demi après les élections de mai 2003, alors que la durée normale d'une législature est de trois ans. La tenue d'élections anticipées fit suite à la dissolution du Parlement par le Président de la République, Ludwig Scotty, « après que le gouvernement se fut montré incapable d'adopter son nouveau budget ». La 'majorité' présidentielle et l’'opposition' disposaient en effet de neuf députés chacune, rendant le Parlement inopérant et privant le gouvernement d'une majorité fonctionnelle.
Le Président fit campagne sur la promesse de poursuivre ses réformes, visant à assainir l'économie du pays, entrée en crise. L'opposition fit valoir auprès des électeurs l'expérience de ses membres, pour beaucoup des anciens dirigeants. Le gouvernement sortant fit toutefois diffuser sur Nauru Television, tous les soirs pendant les deux semaines qui précédèrent l'élection, une émission du programme télévisé australien Four Corners au sujet de la très mauvaise gestion des finances du pays par les gouvernements antérieurs, dont les membres constituaient désormais l'opposition. Kieren Keke, le Ministre de la Santé, estima que la diffusion de l'émission avait eu un effet considérable sur la campagne électorale. Elle avait, dit-il, mis au clair l'esprit des téléspectateurs au sujet des politiques passées et de leurs conséquences,.
Il y eut soixante-seize candidats, dont les dix-huit députés sortants.
Le résultat fut une victoire sans appel pour le gouvernement sortant. L'ensemble des neuf députés de la 'majorité' fut réélue, tandis que sept députés de l'opposition sur neuf perdirent leur siège. Les nouveaux députés se rallièrent à la majorité, qui comprit alors seize membres. L'ancien président René Harris dirigeait désormais une opposition parlementaire ne consistant qu'en deux députés, lui-même compris.
| Parti | Parti                                                                    | Dirigeant                                | Circonscription du dirigeant | Résultat   | Changement par rapport à la législature sortante |
| ----- | ------------------------------------------------------------------------ | ---------------------------------------- | ---------------------------- | ---------- | ------------------------------------------------ |
|       | Aucun ; députés indépendants soutenant le gouvernement sortant           | Ludwig Scotty Président de la République | Anabar                       | 16 députés | +7                                               |
|       | Aucun ; députés indépendants s'identifiant comme membres de l'opposition | René Harris Chef de l'opposition         | Aiwo                         | 2 députés  | -7                                               |